# Mexobisium sierramaestrae
Mexobisium sierramaestrae är en spindeldjursart som beskrevs av William B. Muchmore 1980. Mexobisium sierramaestrae ingår i släktet Mexobisium och familjen Bochicidae. Inga underarter finns listade i Catalogue of Life.